# Mik Basi
Amrik "Mik" Basi (21 de mayo de 1966, Forest Gate, Londres) es un árbitro de boxeo británico con sede en el Fairbairn Boxing Club en Ilford, en el distrito londinense de Redbridge. Tomó el juramento olímpico en los Juegos Olímpicos de Londres 2012 en nombre de los funcionarios Durante los Juegos actuó como árbitro o juez en el boxeo masculino y femenino, y ofició un total de 38 partidos, incluido el arbitraje de la final de peso semipesado masculino. Recibió el premio AIBA como el mejor oficial de boxeo en el torneo.

## Vida personal
Basi vive en North Stifford en Thurrock, Essex con su esposa. Su hijo Jacob es un ex campeón nacional de boxeo amateur. Basi tiene un hermano, Jumbo, que también es árbitro de boxeo.